# Исо-Хейккиля
Исо-Хейккиля (фин. Iso-Heikkilä, швед. Storheikkilä) — один из центральных районов города Турку, входящий в Центральный территориальный округ.

## Географическое положение
Район расположен к западу от центральной части города, гранича с VIII районом — Порт Артур.

## Население
В 2004 году население района составляло 1 905 человек, из которых дети моложе 15 лет составляли только 4,57 %, а старше 65 лет — 35,17 %. Финским языком в качестве родного владели 94,86 %, шведским — 3,94 %, а другими языками — 1,21 % населения района.

## Достопримечательности
В районе располагается обсерватория Исо-Хейккиля.